# Maica Ioana a Îngerilor (film)
Maica Ioana a Îngerilor (în poloneză Matka Joanna od Aniolów) este un film polonez alb-negru regizat de Jerzy Kawalerowicz pe baza unei povestiri omonime a lui Jarosław Iwaszkiewicz din 1942/1946. Filmul a avut premiera la 9 februarie 1961. Protagonistul filmului este iezuitul Józef Suryn (Mieczysław Voit), care se duce la o mănăstire din regiunea Smolensk pentru a alunga spiritele rele care au posedat călugărițele locale, inclusiv pe Maică superioară (Lucyna Winnicka). Filmul a fost produs de studioul Studioul Kadr sub conducerea artistică a lui Tadeusz Konwicki, care a scris scenariul împreună cu Kawalerowicz. Konwicki și Kawalerowicz au încercat să rămână fideli operei literare. Scenariul filmului, aprobat de Comitetul de evaluare a scenariului, a fost repede pus în producție. Directorul de imagine al filmului a fost Jerzy Wójcik, în timp ce decorurile au fost proiectate de Roman Mann și Tadeusz Wybult.
Filmul Maica Ioana a Îngerilor a fost foarte bine primit de critici. Acesta a fost apreciat pentru forma sa artistică (inclusiv pentru perspectiva sa clarobscură), dar în același timp a fost considerat ca un comentariu la relațiile de atunci dintre autoritățile comuniste și Biserica Romano-Catolică. Filmul lui Kawalerowicz și Konwicki a provocat indignare în unele cercuri bisericești, din cauza presupusului său conținut anticlerical. Pelicula a fost distinsă cu Premiul Juriului la Festivalul Internațional de Film de la Cannes din 1961.

## Prezentare
Povestea are loc în secolul al XVII-lea. Într-o mică mănăstire din regiunea Smolensk, călugărițele sunt posedate de spirite rele. Preotul local a fost, de asemenea, o victimă a diavolului și a fost ars pe rug pentru că ar fi creat această afecțiune a călugărițelor prin tentații sexuale, în special asupra maicii superioare. Întrucât exorciștii diecezani nu pot elibera călugărițele de influența Satanei, iezuitul Józef Suryn, specializat în exorcisme, vine la mănăstire. El își începe misiunea rugându-se în limba latină în camera hanului unde agață un bici pe perete. În sala de mese a hanului, Suryn se întâlnește cu un nobil, Wincenty Wołodkowicz, care își bate joc ușor de ritualurile ascetice ale preotului nou venit.
După ce l-a intervievat pe preotul paroh, Suryn se întâlnește cu maica superioară a mănăstirii, Ioana a Îngerilor. Aceasta vorbește cu mândrie despre faptul că este posedată și declară că opt demoni se află în corpul ei. Singura călugăriță liberă de influența Satanei, Margareta a Crucii, își datorează liniștea sufletească contactelor frecvente cu lumea din afara porților mănăstirii. Când vine ziua exorcismului, dominicanii stropesc surorile monahale cu apă sfințită. În timp ce majoritatea scapă de posedări, Maica Ioana a Îngerilor nu este afectată de exorcism. Suryn decide să o izoleze, încercând să o exorcizeze în podul mănăstirii. Ioana îi spune lui Suryn că ea este doar o călugăriță obișnuită dintr-o mănăstire de provincie al cărei tată era dintr-o familie nobilă sărăcită. Maica superioară îl întreabă pe Suryn: „Ce se întâmplă dacă Satana mă abandonează și te ia pe tine în stăpânire?”
Iezuitul încearcă să se consulte cu rabinul local (interpretat de același actor, Voit). Aceasta sugerează că posesia nu se datorează prezenței demonilor, ci se datorează singurătății umane. Mult mai târziu, în timpul uneia dintre următoarele întâlniri, Maica Ioana susține din nou că este mândră de prezența demonilor în corpul ei. Îl acuză pe Suryn că vrea să o lipsească de acest dar. Pe măsură ce timpul trece, se dovedește că demonii au părăsit-o pe Maica Ioana, dar au pătruns în trupul părintelui Suryn și al surorii Małgorzata, care s-a schimbat în rochii seculare și petrece la han cu nobilul Chrząszczewski. Iezuitul, care a renunțat la credința sa, cere unui demon să-i viziteze sufletul, apoi ucide doi țărani cu un topor. Sora Małgorzata suferă, de asemenea, o soartă rea: nobilul Chrząszczewski o abandonează pe călugăriță după o noapte împreună.

## Distribuție
- Lucyna Winnicka - maica Ioana a Îngerilor⁠(en)[traduceți]
- Mieczyslaw Voit - părintele Jozef Suryn⁠(en)[traduceți]/ rabin
- Anna Ciepielewska - sora Malgorzata
- Maria Chwalibóg - cârciumarul Antosia
- Kazimierz Fabisiak - părintele Brym
- Stanislaw Jasiukiewicz - Chrzaszczewski
- Zygmunt Zintel - Wincenty Wolodkowicz
- Jerzy Kaczmarek - Kaziuk
- Franciszek Pieczka - Odryn
- Jaroslaw Kuszewski - Juraj
- Lech Wojciechowski - Piatkowski
- Marian Nosek - preot dominican
- Jerzy Walden - preot dominican
- Marian Nowak
- Zygmunt Malawski - exorcist
- Halina Billing-Wohl - o călugăriță
- Magda Teresa Wójcik - o călugăriță

## Primire
La Festivalul Internațional de Film de la Cannes din 1961, filmul a fost întrecut doar de Viridiana (1961) regizat de Luis Buñuel care a câștigat Palme d'Or. Filmul a primit în cele din urmă Premiul Juriului la Festivalul de Film de la Cannes din 1961.
În 1962 Jerzy Kawalerowicz și Jerzy Wójcik au primit Premiul Ministerului Culturii și Artelor din Polonia, gradul 1, pentru realizarea acestui film.
Regizorul american Martin Scorsese a considerat filmul Maica Ioana Îngerilor drept una din capodoperele cinematografiei poloneze. În 2014 l-a selectat pentru a fi prezentat în Statele Unite și Canada în cadrul festivalului Martin Scorsese Presents: Masterpieces of Polish Cinema.
În sondajul din 2015 realizat de Muzeul Polonez al Cinematografiei din Łódź, Maica Ioana a Îngerilor a fost considerat al nouălea cel mai bun film polonez din toate timpurile.